# 判田台東
判田台東（はんだだいひがし）は、大分県大分市の地名。現行行政地名は判田台東一丁目及び判田台東二丁目。住居表示実施済区域。

## 地理
大分市の大南地区に属し、東と南に下判田、西に判田台北、北に中判田と接している。

## 歴史

### 沿革
- 2018年（平成30年）1月6日 - 住居表示を実施に伴い、大字中判田・大字下判田の各一部（通称は判田台東）から、判田台東一丁目及び判田台東二丁目を新設[5]。

### 町名の変遷
| 実施後         | 実施年月日               | 実施前（各町名ともその一部、公称のみ） |
| -------------- | ------------------------ | -------------------------------------- |
| 判田台東一丁目 | 2018年（平成30年）1月6日 | 大字中判田（一部）                     |
| 判田台東二丁目 | 2018年（平成30年）1月6日 | 大字中判田、大字下判田（各一部）       |

## 世帯数と人口
2022年（令和4年）3月31日現在（大分市発表）の世帯数と人口は以下の通りである。
| 丁目           | 世帯数 | 人口  |
| -------------- | ------ | ----- |
| 判田台東一丁目 | 11世帯 | 35人  |
| 判田台東二丁目 | 87世帯 | 192人 |
| 計             | 98世帯 | 227人 |

### 人口の変遷
国勢調査による人口の推移。
| 2020年（令和2年） | 224人 | [ 6 ] |  |

### 世帯数の変遷
国勢調査による世帯数の推移。
| 2020年（令和2年） | 85世帯 | [ 6 ] |  |

## 学区
市立小・中学校に通う場合、学区は以下の通りとなる（2022年4月時点）。
| 丁目           | 番・番地等 | 小学校             | 中学校             |
| -------------- | ---------- | ------------------ | ------------------ |
| 判田台東一丁目 | 全域       | 大分市立判田小学校 | 大分市立判田中学校 |
| 判田台東二丁目 | 全域       | 大分市立判田小学校 | 大分市立判田中学校 |

## 施設
- 大分市立判田小学校

## その他

### 日本郵便
- 郵便番号 : 870-1108[2]（集配局 : 大分南郵便局[8]）。